# Nun (mitologija)

Nun, tudi Nu, Nenu, Nuni in Nu, ženska oblika Nunet, tudi Nunut, Nuit in Nen, sta bila v staroegipčanski religiji pobóženje prvobitnega vodnega brezna v hermopolski ogdoadski teoriji o nastanku sveta.
| W24 |

| N1 |

| N35A |

| M22 | M22 |

## Izvor mita
Stari Egipčani so na oceansko brezno boginje Nunet gledali kot na ovojnico mehurčka, v katerem je bilo ujeto življenje, ki je predstavljalo največjo uganko njihovega mita o nastanku sveta. Iz voda boginje Nunet se je dvignila prva gomila kopnega. Nun je bila vir vsega, kar se je pojavilo na svetu, in je vsebovala vse vidike božanskega in zemeljskega obstoje. V eneadski predstavi o nastanku sveta so Nuna in boga stvarnika Atuma dojemalli kot nekaj nadnaravnega.

## Zgodovina
V Srednjem kraljestvu so Nuna začeli opisovati kot "očeta bogov"  in  upodabljali  na tempeljskih zidovih, kar je trajalo do konca staroegipčanske verske zgodovine. V ogdoado so poleg njega in Nunet vključeni tudi Amun in Amunet, Heh in Hehut, Kek ter Kekuit. Nun, tako kot nobeno drugo božanstvo iz ogdoade, ni imel svojega templja ali kultnega središča. Včasih so ga predstavljali s svetim jezerom ali, na primer v Abidosu, s podzemno reko. 

## Upodabljanje
V 12. uri Knjige vrat je Nun upodobljen z dvignjenimi rokami, v katerih drži sončno ladjo. Na ladji je osem božanstev, vključno s skarabejskim božanstvom Heprijem, ki stoji sredi drugih sedmih božanstev. 
V poznem obdobju Egipta med grško in rimsko okupacijo je začel  prevladovati  Nunov negativni vidik (kaos). Odražal je sile nereda, ki so povzročile izgubo neodvisnosti kraljestva.